# Carl Vogt
Pour les articles homonymes, voir Vogt (homonymie).
August Christoph Carl Vogt est un naturaliste et médecin suisse d'origine allemande, connu par ses prises de position sur le matérialisme et la défense de la théorie de l'évolution de Charles Darwin.

## Biographie
Il est né le 5 juillet 1817 à Gießen, en grand-duché de Hesse, où il étudie la médecine et la chimie (sous la direction de Justus von Liebig) à l'université de Gießen. En 1835 il se réfugie à Berne, où son père, Philipp Friedrich Wilhelm Vogt (1787-1861), est professeur de médecine. Il étudie la physiologie et l'anatomie sous la direction de Valentin.
Après avoir obtenu son diplôme de médecin en 1839, il va travailler à Neuchâtel sous la direction de  Louis Agassiz (1807-1873). C'est là qu'il sera, en 1842, le premier à attirer l'attention sur le phénomène biologique de la mort cellulaire programmée aujourd'hui connu sous le nom d'apoptose, en étudiant le système nerveux en développement et les métamorphoses des têtards du crapaud accoucheur (Alytes obstetricans).
En 1845 il entreprend de nouvelles études à la Sorbonne et à Nice. Pendant son séjour en France il rencontre des socialistes comme Pierre-Joseph Proudhon, Karl Marx, Alexandre Herzen et Mikhaïl Aleksandrovitch Bakounine. Son frère Adolf demeurera un ami intime de Bakounine
En 1848 il devient professeur à l'université de Gießen grâce aux recommandations de Justus von Liebig et d'Alexander von Humboldt.
Élu député au Parlement de Francfort, son activisme politique durant la révolution de 1848 le conduit à se réfugier à Genève où il enseigne la géologie, l'embryologie et la paléontologie (1854), puis également la zoologie (1872). Il devient en 1854 la figure dominante de la section des sciences naturelles et mathématiques de l’Institut National Genevois et en 1874 le premier recteur de la nouvelle Université.
Devenu citoyen genevois, et l'une des figures de proue du radicalisme, il joue un rôle important dans les affaires publiques de cette ville en qualité de conseiller aux États et conseiller national.
Ayant attaqué Marx en falsifiant son passé, ce dernier répondit par un texte intitulé Herr Vogt (publié à Londres en 1860). Dix ans plus tard, les archives de la police française saisies par la Commune révéleront que Carl Vogt était un agent de Napoléon III.
Il fut connu par ses discours publics sur le matérialisme et la théorie de l'évolution de Charles Darwin. Ce dernier le remercie pour son soutien dans l'introduction de La Filiation de l'homme et la sélection liée au sexe (The Descent of Man, and Selection in Relation to Sex).
En 1872, il devient professeur titulaire de la chaire de zoologie et directeur de l'Institut de zoologie de Genève, poste qu'il occupe jusqu'à sa mort survenue le 5 mai 1895.
Son fils, William Vogt, sera un virulent pamphlétaire antimaçonnique, par opposition au père, franc-maçon.

## Perception contemporaine

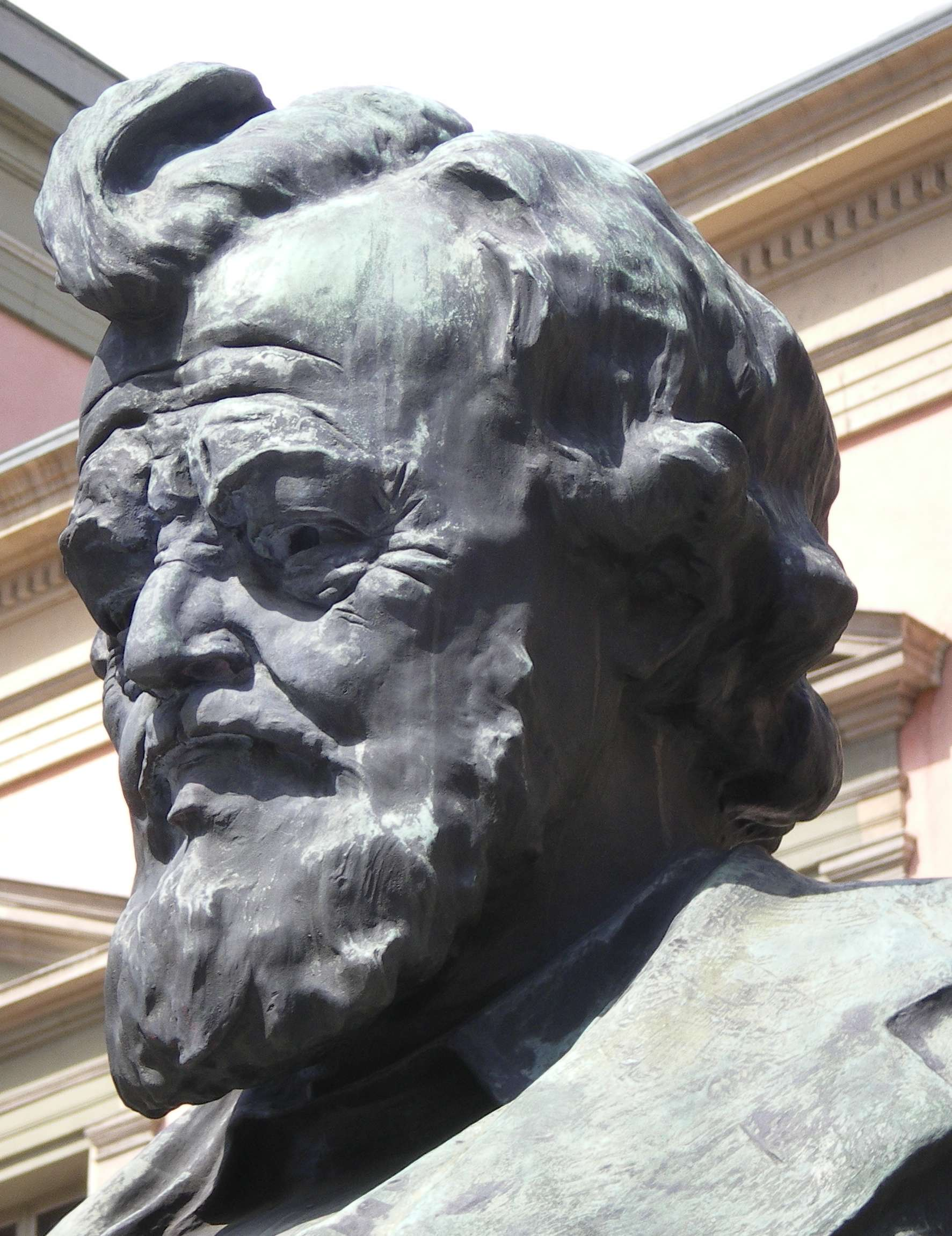
Carl Vogt (1817-1895). Buste en bronze, situé devant l'entrée principale de l'Université des Bastions à Genève.

En 2020 et selon ses travaux, Aline Mona Zuber expose que Carl Vogt, défenseur de la théorie darwinienne, n'en fut pas moins l'un de ses déformateurs en tentant d'y adjoindre un volet polygéniste relevant du racisme dit scientifique. Dans ses Leçons sur l'homme de 1865, il tente de mobiliser le racisme anthropométrique pour valider la théorie de l'évolution, procédé pourtant étranger à Darwin. Il fait alors de l'homme noir, le « chaînon manquant » du passage du singe à l'homme dans sa version prétendument la plus évoluée, à savoir l'homme blanc.
En 2022, en raison de ces positions sur de supposées « hiérarchie des races » et « infériorité du sexe féminin », l'Université de Genève revient sur la dénomination d'un de ses bâtiments récent portant le nom du naturaliste,. Le buste se trouvant devant l'entrée principale de l'Université est aussi placé dans une contextualisation future dont le but est d'expliquer le changement de nom qui s'inscrit dans une démarche globale de dénomination des espaces universitaires en conformité avec leur Charte d’éthique et de déontologie.

## Œuvres
- Leçons sur l'homme : sa place dans la création et dans l'histoire de la terre, [trad. française de Jean-Jacques Moulinié], C. Reinwald (Paris), 1865, lire en ligne sur Gallica.
- Leçons sur les animaux utiles et nuisibles, les bêtes calomniées et mal jugées, traduites de l'allemand par Gustave Bayvet, C. Reinwald (Paris) ; C Muquardt (Bruxelles), 1867, Texte disponible en ligne sur LillOnum
- Lettres physiologiques, C. Reinwald (Paris), 1875, lire en ligne sur Gallica.
- Leçons sur les animaux utiles et nuisibles, les bêtes calomniées et mal jugées, [traduites de l'allemand par Gustave Bayvet], Schleicher frères (Paris), 1897, lire en ligne sur Gallica.

En collaboration
- avec Louis Agassiz , Histoire naturelle des poissons d'eau douce de l'Europe centrale. Embryologie des salmones, Neuchâtel, Imprimerie d'O. Petitpierre, 1842, Texte intégral dans le Service Commun de la Documentation de l'Université de Strasbourg.
- avec Émile Yung, Traité d'anatomie comparée pratique, C. Reinwald (Paris), 1888-1894,

1. Tome 1, lire en ligne sur Gallica.
2. Tome 2, lire en ligne sur Gallica.

## Orientation bibliographique
- Mohamed Mahmoud Mohamedou et Davide Rodogno, Temps, espaces et histoires : monuments et héritage raciste et colonial dans l'espace public genevois : état des lieux historique, Genève, Institut de hautes études internationales et du développement, 2022, 179 p. (ISBN 978-2-940600-32-8, lire en ligne), p. 127-130.
- Jean-Claude Pont, Daniele Bui, François Dubosson et Jan Lacki, Carl Vogt, science, philosophie et politique (1817-1895) : actes du colloque de mai 1995, Chêne-Bourg, Georg éditeur, coll. « Bibliothèque d'histoire des sciences », 1998, 399 p. (ISBN 2-8257-0595-0).